# 戦史 (プロコピオス)
『戦史』（せんし、ギリシャ語：Υπερ των Πολεμων、History of Justinian's Wars）は、6世紀の東ローマ帝国の著述家プロコピオスの著作である。
プロコピオスは皇帝ユスティニアヌス1世の将軍ベリサリウスの従軍秘書官で、ベリサリウスによるヴァンダル王国と東ゴート王国の征服に従軍した。『戦史』はその経験を元にヴァンダル戦争とゴート戦争について、ユスティニアヌス1世を賞賛しつつ書いたものである。その一方でプロコピオスは生前公開しなかった『秘史』という秘密の著作も書き、ユスティニアヌスとその皇后テオドラを辛辣に批判した。なお、『戦史』は2010年8月現在日本語訳はない。
『秘史』の翻訳　　http://www.waseda.jp/wias/achievement/bulletin/data/h_hashikawa_k_murata_2012.pdf